# Villa di Linari (Sovicille)
Villa di Linari è un borgo settecentesco di recente ristrutturazione situato nei pressi di Sovicille in provincia di Siena. Attualmente noto come San Lorenzo a Linari.
ospita un albergo diffuso con appartamenti.

## Storia
Nell'XI secolo da fortilizio viene affidato ad una compagnia religiosa di suore novizie e, fino al XVIII secolo è luogo di residenza e di incontri di illustri personaggi della storia italiana, tra cui Federico II, papa Gregorio IX e alcune importanti famiglie come i Bandini-Piccolomini.
Nel 1735 circa la villa si trasforma in nobile residenza di campagna e un secolo dopo ne viene ampliata la struttura, donandole una forma a ferro di cavallo.
Negli anni settanta del Novecento infine, la villa viene restaurata da Enzo Bianciardi, lasciandola in proprietà al figlio.
Negli ultimi anni il borgo è stato acquistato da una società alberghiera che ha restaurato l'immobile, aggiunto servizi di qualità e aperto al pubblico l'intero stabile che oggi conta 18 appartamenti indipendenti. La struttura è oggi conosciuta come San Lorenzo a Linari.
Oggi fa parte del gruppo alberghiero I Palazzi Hotels.